# 荻原昌友
荻原 昌友（おぎわら まさとも）は、安土桃山時代の武将から江戸時代にかけての武将旗本。父が甲州九口之道筋奉行勤め、後に八王子千人同心9人の千人頭の内の一家となる。

## 略歴
武田氏滅亡後の天正10年（1582年）、父・荻原昌之と共に徳川家康に従う。天正18年（1590年）甲斐国が浅野長政の所領となり、昌友には所領が無かったため代わりに月俸を賜った。また、北条氏照の残党に備えて武蔵国多摩郡八王子に赴いた。天正19年（1591年）の九戸政実の乱においては岩手沢城まで従った。文禄元年（1592年）、元八王子から八王子に移り、その後代々その地に住むこととなる。慶長5年（1600年）の関ヶ原の戦いにも従い、同心100人を預けられた。結果、八王子千人同心は計1000名の部隊となり、他の9家の同心頭と共に統括した。
慶長6年（1601年）7月3日、29歳で死去。